# Голухино (Калужская область)
Голухино — деревня в Малоярославецком муниципальном районе Калужской области в составе сельского поселения «Деревня Прудки».

## Население
| 2002 | 2010 |
| ---- | ---- |
| 34   | ↘32  |